# Olympische Winterspiele 2018/Teilnehmer (Großbritannien)
| Gelbes Symbol für Goldmedaillen mit stilisierten Olympischen Ringen | Graues Symbol für Silbermedaillen mit stilisierten Olympischen Ringen | Braundes Symbol für Bronzemedaillen mit stilisierten Olympischen Ringen |
| ------------------------------------------------------------------- | --------------------------------------------------------------------- | ----------------------------------------------------------------------- |
| 1                                                                   | —                                                                     | 4                                                                       |

Das Vereinigte Königreich nahm an den Olympischen Winterspielen 2018 als Großbritannien mit 58 Athleten in elf Disziplinen teil, davon 34 Männer und 24 Frauen.

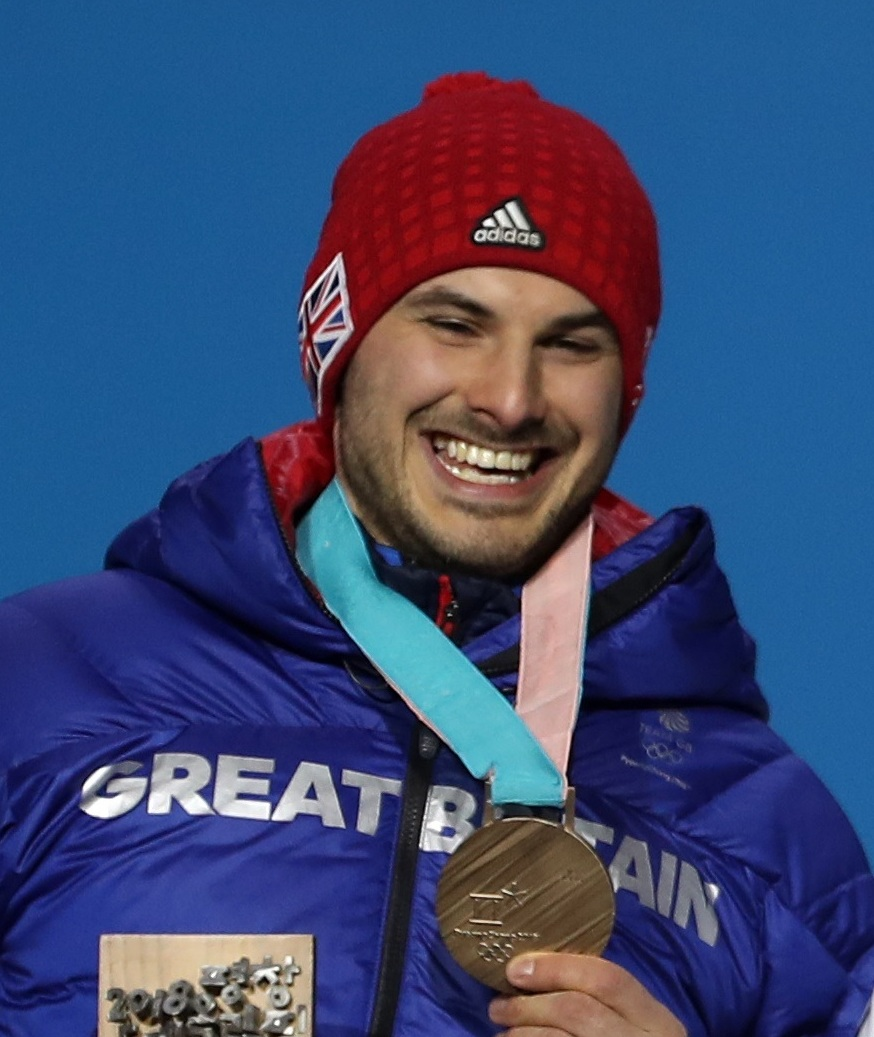
Dominic Parsons

Die britischen Athleten gewannen fünf Medaillen: Elizabeth Yarnold, die auch Fahnenträgerin bei der Eröffnungsfeier war, wurde im Skeleton Olympiasiegerin, zudem holten Laura Deas und Dominic Parsons ebenfalls im Skeleton Bronze. Weitere Bronzemedaillen gewannen der Snowboarder Billy Morgan im Big-Air-Wettbewerb und die Freestyle-Skierin Isabel Atkin im Slopestyle.

## Teilnehmer nach Sportarten

### Biathlon
| Athleten         | Wettbewerbe   | Zeit        | Fehler      | Rang |
| ---------------- | ------------- | ----------- | ----------- | ---- |
| Frauen           |               |             |             |      |
| Amanda Lightfoot | 7,5 km Sprint | 24:15,3 min | 3 (2+1)     | 67   |
| Amanda Lightfoot | 15 km Einzel  | 49:14,7 min | 6 (2+1+0+3) | 73   |

### Bob
| Athleten                                         | Wettbewerb | Lauf 1  | Lauf 1 | Lauf 2  | Lauf 2 | Lauf 3  | Lauf 3 | Lauf 4  | Lauf 4 | Gesamt      | Gesamt |
| Athleten                                         | Wettbewerb | Zeit    | Rang   | Zeit    | Rang   | Zeit    | Rang   | Zeit    | Rang   | Zeit        | Rang   |
| ------------------------------------------------ | ---------- | ------- | ------ | ------- | ------ | ------- | ------ | ------- | ------ | ----------- | ------ |
| Männer                                           |            |         |        |         |        |         |        |         |        |             |        |
| Brad Hall Joel Fearon                            | Zweierbob  | 49,37 s | 7      | 49,50 s | 8      | 49,67 s | 17     | 49,80 s | 16     | 3:18,34 min | 12     |
| Brad Hall Greg Cackett Nick Gleeson Joel Fearon  | Viererbob  | 49,25 s | 19     | 49,68 s | 14     | 49,64 s | 17     | 49,69 s | 12     | 3:18,26 min | 17     |
| Lamin Deen Andrew Matthews Toby Olubi Ben Simons | Viererbob  | 49,44   | 16     | 49,45 s | 19     | 49,66 s | 18     | 49,74 s | 15     | 3:18,29 min | 18     |
| Frauen                                           |            |         |        |         |        |         |        |         |        |             |        |
| Mica McNeill Mica Moore                          | Zweierbob  | 50,77 s | 6      | 50,95 s | 6      | 51,16 s | 11     | 51,19 s | 7      | 3:24,07 min | 8      |

### Curling
| Wettbewerb      | Frauen | Männer |
| --------------- | --- | --- |
| Athleten        | Eve Muirhead Anna Sloan Vicki Adams Lauren Gray Kelly Schafer                                                                                  | Kyle Smith Cameron Smith Thomas Muirhead Kyle Waddell Glen Muirhead                                                        |
| Vorrunde        | Olympische Athleten aus Russland 10:3 Vereinigte Staaten 4:7 China 8:7 Dänemark 7:6 Südkorea 4:7 Schweden 6:8 Schweiz 8:7 Japan 8:6 Kanada 6:5 | Schweiz 6:5 Kanada 4:6 Japan 6:5 Schweden 6:8 Südkorea 5:11 Italien 7:6 Dänemark 7:6 Norwegen 10:3 Vereinigte Staaten 4:10 |
| Tie-Breaker     | − | Schweiz 5:9 |
| Halbfinale      | Schweden 5:10 | ausgeschieden |
| Finale          | ausgeschieden | ausgeschieden |
| Spiel um Bronze | Japan 3:5 | ausgeschieden |
| Platzierung     | 4. Platz | 5. Platz |

### Eiskunstlauf
| Athleten                   | Wettbewerbe | Kurzprogramm/-tanz | Kurzprogramm/-tanz | Kür/Kürtanz | Kür/Kürtanz | Gesamt | Gesamt |
| Athleten                   | Wettbewerbe | Punkte             | Rang               | Punkte      | Rang        | Punkte | Rang   |
| -------------------------- | ----------- | ------------------ | ------------------ | ----------- | ----------- | ------ | ------ |
| Mixed                      |             |                    |                    |             |             |        |        |
| Nick Buckland Penny Coomes | Eistanz     | 68,38              | 10                 | 101,96      | 10          | 170,32 | 11     |

### Freestyle-Skiing
| Athleten                   | Wettbewerbe | Qualifikation | Qualifikation | Finale        | Finale        | Rang   |
| Athleten                   | Wettbewerbe | Punkte        | Rang          | Punkte        | Rang          | Rang   |
| -------------------------- | ----------- | ------------- | ------------- | ------------- | ------------- | ------ |
| Frauen                     |             |               |               |               |               |        |
| Isabel Atkin               | Slopestyle  | 86,80         | 4             | 84,60         | 3             | Bronze |
| Katie Summerhayes          | Slopestyle  | 77,60         | 10            | 71,40         | 7             | 7      |
| Rowan Cheshire             | Halfpipe    | 74,00         | 9             | 75,40         | 7             | 7      |
| Molly Summerhayes          | Halfpipe    | 66,00         | 17            | ausgeschieden | ausgeschieden | 17     |
| Männer                     |             |               |               |               |               |        |
| Lloyd Wallace              | Aerials     | 100,03        | 14            | ausgeschieden | ausgeschieden | 20     |
| Tyler Harding              | Slopestyle  | 21,00         | 29            | ausgeschieden | ausgeschieden | 29     |
| James Woods                | Slopestyle  | 90,20         | 8             | 91,00         | 4             | 4      |
| Murray Buchan              | Halfpipe    | 66,00         | 14            | ausgeschieden | ausgeschieden | 14     |
| Alexander Glavatsky-Yeadon | Halfpipe    | 26,00         | 15            | ausgeschieden | ausgeschieden | 26     |
| Peter Speight              | Halfpipe    | 64,60         | 15            | ausgeschieden | ausgeschieden | 15     |

| Athleten        | Wettbewerbe | Qualifikation | Qualifikation | Achtelfinale | Viertelfinale | Halbfinale    | Finale        | Rang |
| Athleten        | Wettbewerbe | Zeit          | Rang          | Rang         | Rang          | Rang          | Rang          | Rang |
| --------------- | ----------- | ------------- | ------------- | ------------ | ------------- | ------------- | ------------- | ---- |
| Frauen          |             |               |               |              |               |               |               |      |
| Emily Sarsfield | Skicross    | 1:18,25 min   | 22            | 2            | 4             | ausgeschieden | ausgeschieden | 16   |

### Rennrodeln
| Athlet            | Wettbewerb | Lauf 1   | Lauf 1 | Lauf 2   | Lauf 2 | Lauf 3   | Lauf 3 | Lauf 4        | Lauf 4        | Gesamt       | Gesamt |
| Athlet            | Wettbewerb | Zeit     | Rang   | Zeit     | Rang   | Zeit     | Rang   | Zeit          | Rang          | Zeit         | Rang   |
| ----------------- | ---------- | -------- | ------ | -------- | ------ | -------- | ------ | ------------- | ------------- | ------------ | ------ |
| Männer            |            |          |        |          |        |          |        |               |               |              |        |
| Adam Rosen        | Einsitzer  | 48,477 s | 25     | 48,410 s | 23     | 48,280 s | 23     | ausgeschieden | ausgeschieden | 2:25,167 min | 22     |
| Rupert Staudinger | Einsitzer  | 49,626 s | 33     | 49,259 s | 35     | 48,957 s | 32     | ausgeschieden | ausgeschieden | 2:27,842 min | 33     |

### Shorttrack
| Athlet              | Wettbewerb | Vorlauf      | Vorlauf | Viertelfinale | Viertelfinale | Halbfinale    | Halbfinale    | Finale        | Finale        | Gesamt        |
| Athlet              | Wettbewerb | Zeit         | Rang    | Zeit          | Rang          | Zeit          | Rang          | Zeit          | Rang          | Rang          |
| ------------------- | ---------- | ------------ | ------- | ------------- | ------------- | ------------- | ------------- | ------------- | ------------- | ------------- |
| Männer              |            |              |         |               |               |               |               |               |               |               |
| Josh Cheetham       | 1000 m     | 1:26,223 min | 3       | ausgeschieden | ausgeschieden | ausgeschieden | ausgeschieden | ausgeschieden | ausgeschieden | 23            |
| Farrell Treacy      | 1000 m     | 1:26,762 min | 2       | 1:25,080 min  | 4             | ausgeschieden | ausgeschieden | ausgeschieden | ausgeschieden | 14            |
| Farrell Treacy      | 1500 m     | DNF          | DNF     | −             | −             | ausgeschieden | ausgeschieden | ausgeschieden | ausgeschieden | 33            |
| Frauen              |            |              |         |               |               |               |               |               |               |               |
| Elise Christie      | 500 m      | 42,872 s     | 1       | 42,703 s (OR) | 1             | 43.184 s      | 2             | 1:23,063 min  | 4             | 4             |
| Elise Christie      | 1000 m     | DSQ          | DSQ     | ausgeschieden | ausgeschieden | ausgeschieden | ausgeschieden | ausgeschieden | ausgeschieden | ausgeschieden |
| Elise Christie      | 1500 m     | 2:29,316 min | 1       | −             | −             | DSQ           | DSQ           | ausgeschieden | ausgeschieden | 17            |
| Charlotte Gilmartin | 500 m      | DSQ          | DSQ     | ausgeschieden | ausgeschieden | ausgeschieden | ausgeschieden | ausgeschieden | ausgeschieden | ausgeschieden |
| Charlotte Gilmartin | 1000 m     | 1:32,899 min | 3       | ausgeschieden | ausgeschieden | ausgeschieden | ausgeschieden | ausgeschieden | ausgeschieden | 23            |
| Charlotte Gilmartin | 1500 m     | 2:29,005 min | 3       | −             | −             | 3:00,691 min  | 5             | ausgeschieden | ausgeschieden | 14            |
| Kathryn Thomson     | 500 m      | 1:08,896 min | 3       | ausgeschieden | ausgeschieden | ausgeschieden | ausgeschieden | ausgeschieden | ausgeschieden | 24            |
| Kathryn Thomson     | 1000 m     | 1:32,150 min | 4       | ausgeschieden | ausgeschieden | ausgeschieden | ausgeschieden | ausgeschieden | ausgeschieden | 25            |
| Kathryn Thomson     | 1500 m     | 2:32,891 min | 4       | −             | −             | ausgeschieden | ausgeschieden | ausgeschieden | ausgeschieden | 25            |

### Skeleton
| Athlet            | Lauf 1  | Lauf 1 | Lauf 2  | Lauf 2 | Lauf 3  | Lauf 3 | Lauf 4  | Lauf 4 | Gesamt      | Gesamt |
| Athlet            | Zeit    | Rang   | Zeit    | Rang   | Zeit    | Rang   | Zeit    | Rang   | Zeit        | Rang   |
| ----------------- | ------- | ------ | ------- | ------ | ------- | ------ | ------- | ------ | ----------- | ------ |
| Männer            |         |        |         |        |         |        |         |        |             |        |
| Dominic Parsons   | 50,85 s | 5      | 50,41 s | 3      | 50,33 s | 3      | 50,61 s | 3      | 3:22,20 min | Bronze |
| Jerry Rice        | 51,06 s | 11     | 51,15 s | 13     | 51,04 s | 11     | 50,99 s | 10     | 3:24,24 min | 10     |
| Frauen            |         |        |         |        |         |        |         |        |             |        |
| Laura Deas        | 52,00 s | 6      | 52,03 s | 2      | 51,96 s | 5      | 51,91 s | 5      | 3:27,90 min | Bronze |
| Elizabeth Yarnold | 51,66 s | 1      | 52,30 s | 9      | 51,86 s | 2      | 51,46 s | 1      | 3:27,28 min | Gold   |

### Ski Alpin
| Athleten      | Wettbewerbe  | 1. Lauf | 2. Lauf       | Gesamt        | Gesamt        |
| Athleten      | Wettbewerbe  | Zeit    | Zeit          | Zeit          | Rang          |
| ------------- | ------------ | ------- | ------------- | ------------- | ------------- |
| Männer        |              |         |               |               |               |
| Dave Ryding   | Slalom       | 49,09 s | 51,07 s       | 1:40,16 min   | 9             |
| Laurie Taylor | Slalom       | 51,08 s | 52,33 s       | 1:43,41 min   | 26            |
| Frauen        |              |         |               |               |               |
| Charlie Guest | Slalom       | 55,44 s | 52,82 s       | 1:48,26 min   | 33            |
| Alex Tilley   | Riesenslalom | DNF     | ausgeschieden | ausgeschieden | ausgeschieden |
| Alex Tilley   | Slalom       | DNF     | ausgeschieden | ausgeschieden | ausgeschieden |

| Athleten                                            | Wettbewerbe             | Achtelfinale       | Achtelfinale | Viertelfinale | Viertelfinale | Halbfinale    | Halbfinale    | Finale/Platz 3 | Finale/Platz 3 | Rang |
| Athleten                                            | Wettbewerbe             | Gegner             | Punkte       | Gegner        | Punkte        | Gegner        | Punkte        | Gegner         | Punkte         | Rang |
| --------------------------------------------------- | ----------------------- | ------------------ | ------------ | ------------- | ------------- | ------------- | ------------- | -------------- | -------------- | ---- |
| Mixed                                               |                         |                    |              |               |               |               |               |                |                |      |
| Charlie Guest Alex Tilley Dave Ryding Laurie Taylor | Riesenslalom Mannschaft | Vereinigte Staaten | 2:2          | Norwegen      | 2:2           | ausgeschieden | ausgeschieden | ausgeschieden  | ausgeschieden  | 5    |

### Skilanglauf
| Athleten        | Wettbewerbe     | Zeit        | Rang |
| --------------- | --------------- | ----------- | ---- |
| Frauen          |                 |             |      |
| Annika Taylor   | 10 km Freistil  | 30:52,9 min | 75   |
| Annika Taylor   | 15 km Skiathlon | 48:09,1 min | 60   |
| Männer          |                 |             |      |
| Andrew Musgrave | 15 km Freistil  | 35:51,0 min | 28   |
| Andrew Musgrave | 30 km Skiathlon | 1:16:45,7 h | 7    |
| Andrew Musgrave | 50 km klassisch | 2:20:57,9 h | 37   |
| Callum Smith    | 15 km Freistil  | 38:20,9 min | 75   |
| Callum Smith    | 30 km Skiathlon | 1:23:49,9 h | 57   |
| Callum Smith    | 50 km klassisch | 2:27:56,3 h | 54   |
| Andrew Young    | 15 km Freistil  | 37:13,1 min | 57   |

| Athleten                     | Wettbewerbe      | Qualifikation | Qualifikation | Viertelfinale | Viertelfinale | Halbfinale    | Halbfinale    | Finale        | Finale        | Rang |
| Athleten                     | Wettbewerbe      | Zeit          | Rang          | Zeit          | Rang          | Zeit          | Rang          | Zeit          | Rang          | Rang |
| ---------------------------- | ---------------- | ------------- | ------------- | ------------- | ------------- | ------------- | ------------- | ------------- | ------------- | ---- |
| Andrew Young                 | Sprint klassisch | 3:21,50 min   | 45            | ausgeschieden | ausgeschieden | ausgeschieden | ausgeschieden | ausgeschieden | ausgeschieden | 45   |
| Andrew Musgrave Andrew Young | Teamsprint       | −             | −             | −             | −             | 16:30,62 min  | 6             | ausgeschieden | ausgeschieden | 15   |

### Snowboard
| Athleten       | Wettbewerbe | Qualifikation | Qualifikation | Finale        | Finale        | Rang   |
| Athleten       | Wettbewerbe | Punkte        | Rang          | Punkte        | Rang          | Rang   |
| -------------- | ----------- | ------------- | ------------- | ------------- | ------------- | ------ |
| Frauen         |             |               |               |               |               |        |
| Aimee Fuller   | Big Air     | 25,00         | 25            | ausgeschieden | ausgeschieden | 25     |
| Aimee Fuller   | Slopestyle  | abgesagt      | abgesagt      | 41,43         | 17            | 17     |
| Männer         |             |               |               |               |               |        |
| Rowan Coultas  | Big Air     | 84,50         | 8             | ausgeschieden | ausgeschieden | 17     |
| Rowan Coultas  | Slopestyle  | 23,58         | 18            | ausgeschieden | ausgeschieden | 18     |
| Billy Morgan   | Big Air     | 90,50         | 6             | 168,00        | 3             | Bronze |
| Billy Morgan   | Slopestyle  | 56,40         | 10            | ausgeschieden | ausgeschieden | 10     |
| Jamie Nicholls | Big Air     | 81,25         | 11            | ausgeschieden | ausgeschieden | 23     |
| Jamie Nicholls | Slopestyle  | 71,56         | 8             | ausgeschieden | ausgeschieden | 8      |

| Athleten           | Wettbewerbe    | Qualifikation | Qualifikation | Viertelfinale | Halbfinale    | Finale        | Rang |
| Athleten           | Wettbewerbe    | Zeit          | Rang          | Rang          | Rang          | Rang          | Rang |
| ------------------ | -------------- | ------------- | ------------- | ------------- | ------------- | ------------- | ---- |
| Frauen             |                |               |               |               |               |               |      |
| Zoe Gillings-Brier | Snowboardcross | 1:20,84 min   | 17            | 4             | ausgeschieden | ausgeschieden | 13   |